# Республіка Македонія на літніх Олімпійських іграх 1996
Македонія на літніх Олімпійських іграх 1996 в Атланті була представлена одинадцятьма спортсменами (8 чоловіками і 3 жінками) у шістнадцяти дисциплінах чотирьох видів спорту: веслування на байдарках і каное, боротьба, стрільба та плавання. Прапороносцем на церемонії відкриття був колишній волейболіст, учасник літніх Олімпійських ігор 1980 року Владимир Богоєвскі. 
Це були перші Олімпійські ігри в історії незалежної Республіки Македонії, на яких вона була представлена окремою командою. До цього македонські спортсмени виступали під прапором Югославії та як незалежні олімпійські учасники на Олімпійських іграх 1992 року в Барселоні. Жодної медалі македонським атлетам здобути не вдалося. Найкращого результату домігся Шабан Трстена у змаганнях чоловіків з вільної боротьби. Він виборов п'яте місце.

## Спортсмени
| Вид спорту                      | Чоловіки | Жінки | Всього |
| ------------------------------- | -------- | ----- | ------ |
| Боротьба                        | 3        | —     | 3      |
| Веслування на байдарках і каное | 2        | 1     | 3      |
| Плавання                        | 2        | 2     | 4      |
| Стрільба                        | 0        | 1     | 1      |
| Усього                          | 7        | 4     | 11     |

## Боротьба
Вільна боротьба
| Спортсмен        | Дисципліна | Перший раунд                  | Другий раунд               | Третій раунд                  | Чвертьфінал              | Півфінал                | Фінал                       | Фінал |
| Спортсмен        | Дисципліна | Суперник Результат            | Суперник Результат         | Суперник Результат            | Суперник Результат       | Суперник Результат      | Суперник Результат          | Місце |
| ---------------- | ---------- | ----------------------------- | -------------------------- | ----------------------------- | ------------------------ | ----------------------- | --------------------------- | ----- |
| Влатко Соколов   | до 48 кг   | Віталіє Райлян (MDA) L 0-10   | Хосе Рестрепо (COL) W 15-4 | Георге Кордунеану (ROM) L 3-7 | не пройшов               | не пройшов              | не пройшов                  | 11    |
| Шабан Трстена    | до 57 кг   | Алехандро Пуерто (CUB) W 4-3  | Bye                        | Олександр Гузов (BLR) W 7-3   | Гіві Сісаурі (CAN) L 1-4 | Гарун Доган (TUR) L 2-3 | Мохаммад Талаей (IRI) W 4-3 | 5     |
| Валерій Верхушин | до 74 кг   | Рейнольд Озолайн (AUS) W 15-7 | Борис Будаєв (UZB) W 8-0   | Пламен Паскалев (BUL) L 0-12  | Ота Такуя (JPN) L 0-7    | не пройшов              | не пройшов                  | 10    |

## Веслування на байдарках і каное

### Слалом
| Спортсмен      | Дисципліна                  | Разом  | МІсце |
| -------------- | --------------------------- | ------ | ----- |
| Ненад Трповскі | каное-одиночки, чоловіки    | 316.19 | 30    |
| Лазар Поповскі | байдарки-одиночки, чоловіки | 158.30 | 29    |
| Ана Угріновска | байдарки-одиночки, чоловіки | 346.93 | 29    |

## Плавання
| Спортсмен          | Дисципліна                            | Гіт     | Гіт   | Фінал      | Фінал      |
| Спортсмен          | Дисципліна                            | Час     | Місце | Час        | Місце      |
| ------------------ | ------------------------------------- | ------- | ----- | ---------- | ---------- |
| Кіре Філіповскі    | 100 м батерфляєм, чоловіки            | 56.13   | 42    | не пройшов | не пройшов |
| Кіре Філіповскі    | 200 м комплексним плаванням, чоловіки | 2:11.90 | 35    | не пройшов | не пройшов |
| Александар Маленко | 200 м батерфляєм, чоловіки            | 2:01.46 | 23    | не пройшов | не пройшов |
| Александар Маленко | 400 м комплексним плаванням, чоловіки | 4:34.06 | 24    | не пройшов | не пройшов |
| Мир'яна Бошевска   | 400 м вільним стилем, жінки           | 4:21.27 | 22    | не пройшла | не пройшла |
| Мир'яна Бошевска   | 800 м вільним стилем, жінки           | 8:57.52 | 22    | не пройшла | не пройшла |
| Мир'яна Бошевска   | 400 м комплексним плаванням, жінки    | 4:55.57 | 23    | не пройшла | не пройшла |
| Наташа Мешковска   | 200 м батерфляєм, жінки               | 2:17.90 | 23    | не пройшла | не пройшла |

## Стрільба
| Спортсмен     | Дисципліна                            | Кваліфікація | Кваліфікація | Фінал      | Фінал      |
| Спортсмен     | Дисципліна                            | Бали         | Місце        | Бали       | Місце      |
| ------------- | ------------------------------------- | ------------ | ------------ | ---------- | ---------- |
| Дарко Насескі | пневматична гвинтівка, 10 м, чоловіки | 580          | 36           | не пройшов | не пройшов |